# Lúčka (okres Levoča)
Lúčka je obec na Slovensku v okrese Levoča. Je to poměrně malá obec, ale je více než 730 let stará. Obec Lúčka se rozprostírá na jižních svazích Levočských vrchů v údolí Lúčanského potoka. Poprvé se o ní píše v závěti spišského probošta Mitimíra (Mothmerius) vydané roku 1273. Probošt v něm odkázal zvoníkovi na Spišské Kapitule polovinu svých úlů, které měl v Lúčce, a druhou polovinu odkázal kaplanovi z kaple Panny Marie. Listina naznačuje, že území Lúčky bylo majetkem spišského probošta a bylo obýváno slovanským obyvatelstvem. Obyvatelé Lúčky byli převážně rolníky, živili se i dřevorubectvím a tkalcovstvím.
Nejvýznamnější kulturní památkou je klasicistní římskokatolický kostel zasvěcený Panně Marii Růžencové z roku 1837. Architektura obce si ve velké míře zachovala původní kvality s množstvím objektů lidové architektury. Od roku 1821 obec využívala vlastní pečetidlo o průměru 27 mm, které ve svém poli mělo volně se vznášejícího anděla s palmovou ratolestí v pravé ruce.